# عبدالرؤوف بن سمیر
عبدالرؤوف بن سمیر (انگلیسی: Abderraouf Ben Samir؛ زادهٔ ۲۹ دسامبر ۱۹۵۳) بازیکن هندبال اهل تونس بود.